# Merkantila Klubben
Merkantila Klubben r.f. (MK) är en ämnesförening vid Handelshögskolan vid Åbo Akademi.
Föreningen är grundad år 1928 i syfte att förena studerande på Handelshögskolan vid Åbo Akademi. 
År 2013 ordnade Merkantila Klubben Glöggrundan 2.0 för första gången och under åren har Merkantila Klubben utvecklat detta evenemang till svenskfinlands största studieevenemang som årligen lockar över 5000 studerande till Åbo. Dessutom ordnar vi varje år en årsfest där ca. 300 MK:iter och inbjudna gäster deltar.
Merkantila Klubbens främsta uppgift är att föra samman studerande vid Handelshögskolan vid Åbo Akademi. Föreningen ordnar därför evenemang som främjar medlemmarnas kontakter till näringslivet och andra studerande på Åbo Akademi. 
Föreningen upprätthåller även kontakter i högskolepolitiken för att ge medlemmarna bättre studieförhållanden och ordnar även evenemang för att stärka medlemmarnas fysiska och psykiska välmående under studietiden.

## Styrelsen

### Merkantila Klubbens styrelse består av följande (10) poster
Styrelseordförande
Vice ordförande
Högskolepolitiskt ansvarig
Näringslivsansvarig
Skattmästare
Kommunikationsansvarig
Kulturansvarig
Klubbhövding
Socialpolitiskt ansvarig
Projektansvarig

Poster utanför styrelsen: Årsfestkommiténs ordförande(n) och Chefredaktör

## Utskott[4]

### Källargardets Banditer
- MK:s mest synliga utskott, KGB, ansvarar för MK:s klubblokal, MK the Club. Utskottet ansvarar över ordnandet av fester, sitzer och andra evenemang på MK the Club. Utskottet består av Klubbhövdingen samt 16 medlemmar.

### Näringslivsutskottet
- Utskottets uppgift är att stöda näringslivsansvariga i arbetet med att upprätthålla MK:s kontakter till näringslivet.

### Alumniutskottet
- Utskottets leds av vice ordförande med syfte att ordna evenemang och sammankomster för MK:s alumner.

### Ekonomiutskottet
- Ekonomiutskottet fungerar som ett rådgivande organ angående ekonomin. Sköter bl.a. uppföljningen av MK:s aktieportföljer och bokslutet.

### Högskolepolitiska utskottet
- Högskolepolitiska utskottet uppgift är att hålla MK:s medlemmar uppdaterade om vad som är aktuellt inom högskolepolitiken.

### Kulturutskottet
- Kulturutskottets uppgifter tillhör att ordna föreningens utlandsexkursioner, kulturrelaterade evenemang samt internationellt samarbete.

### Kommunikationsutskottet
- Kommunikationsutskottet ansvarar tillsammans med kommunikationsansvarige för Merkantila Klubbens webbsida, sociala medier och det interna informationsflödet.

### Socialpolitiska utskottet (Henrik Street Athletics)
- Utskottet hjälper socialpolitiskt ansvariga att koordinera och genomföra Merkantila Klubbens idrottsverksamhet. Utskottet sköter även arrangemangen kring den traditionsenliga Wapprodden och socialpolitiskt ansvarig ansvarar för kandidattutorerna.

### Projektutskottet
- Projektutskottet ordnar i samråd med projektansvariga samtliga festrelaterade evenemang som försiggår utanför MK:s lokaler, exempelvis Glöggrundan 2.0 och Back2School.

### Årsfestkommittén
- Årsfestkommittén ansvarar för anordnandet av MK:s högtidligaste fest, årsfesten. Under årets lopp ska sponsorer skaffas, utrymmen bokas och praktiska detaljer redas ut.

### Henrik Street Journal
- Henrik Street Journal är föreningens medlemstidning som utkommer fyra gånger per år. Tidningens redaktion leds av en chefredaktör.